# Mediostoma
Mediostoma is een geslacht van hooiwagens uit de familie Nemastomatidae (Aardhooiwagens).
De wetenschappelijke naam Mediostoma is voor het eerst geldig gepubliceerd door Kratochvíl in 1958.

## Soorten
Mediostoma omvat de volgende 12 soorten:
- Mediostoma armatum Martens, 2006
- Mediostoma ceratocephalum Gruber, 1976
- Mediostoma cypricum (Roewer, 1951)
- Mediostoma globuliferum (L. Koch, 1867)
- Mediostoma humerale (C.L. Koch, 1839)
- Mediostoma izmiricum Snegovaya, Kurt & Yagmur, 2016
- Mediostoma nigrum Martens, 2006
- Mediostoma pamiricum Starega, 1987
- Mediostoma stussineri (Simon, 1885)
- Mediostoma talischense (Morin, 1937)
- Mediostoma variabile Martens, 2006
- Mediostoma vitynae (Roewer, 1928)